# Bobby Schwartz (Motorsportler)

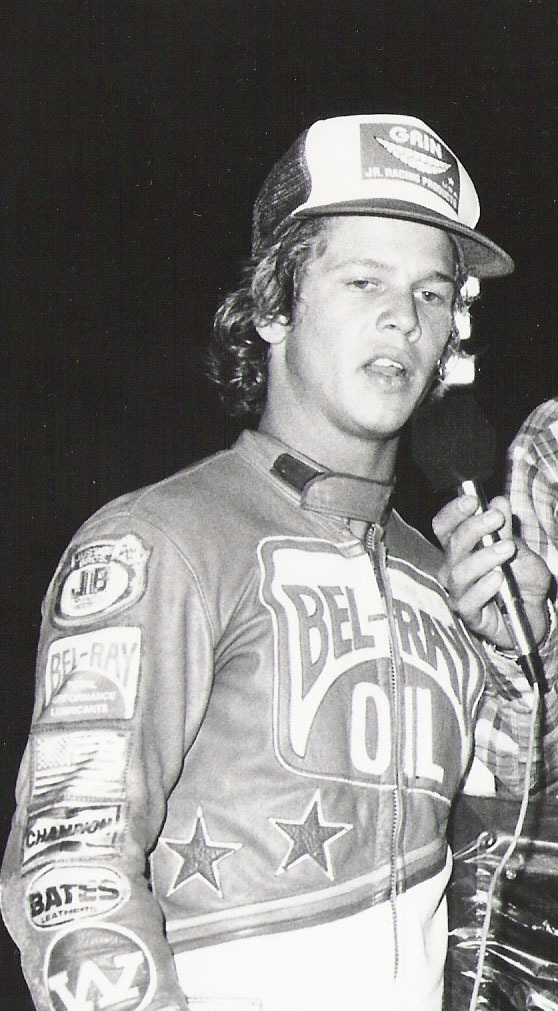
Bobby Schwartz

Robert Benjamin (Bobby) Schwartz (* 10. August 1956 in Santa Barbara) ist ein US-amerikanischer Speedway- und Langbahnfahrer.

## Laufbahn
Er begann 1973 gemeinsam mit Bruce Penhall das Speedwayfahren und startete ab 1977 in der britischen Speedway-Profiliga.
Seine größten internationalen Triumphe waren der Gewinn der Best-Pairs WM 1981 mit Bruce Penhall und 1982 mit Dennis Sigalos sowie die Speedway-Mannschafts-Weltmeisterschaften 1981 und 1982 mit dem US-Speedway-Team.

## Team
- Best-Pairs Weltmeister: 1981, 1982
- Team-Weltmeister: 1981, 1982